# Coro I Ragazzi Cantori di San Giovanni
Il Coro de I Ragazzi cantori di San Giovanni fu creato nel 1973, su iniziativa di Mons. Enrico Sazzini, con l'intento di arricchire e nobilitare il servizio liturgico della Basilica Collegiata di San Giovanni in Persiceto (Bologna).
Anima e Direttore del Coro è stato per più di trent'anni il Maestro Leonida Paterlini (1928 - 2010); ne è attuale direttore il Maestro Marco Arlotti.
Composto da circa 35 cantori dilettanti, ha tenuto più di duecento concerti in varie parti d'Italia e all'estero, esibendo un repertorio composto di titoli che spaziano dalla musica antica fino ad ardite espressioni della vocalità contemporanea.
Nel 2009 ha preso il via un nuovo progetto denominato "Schola Cantorum", una nuova sezione corale destinata alla formazione di base dei bambini alla vocalità e al canto corale.

## Albo d'Oro
- 1981: Concorso Internazionale "Guido d'Arezzo" Premio speciale della Giuria per il Canto Gregoriano
- 1984: Primo Premio Assoluto al Concorso Nazionale di Canto Sacro di Vallecorsa (FR)
- 1986: X Concorso Internazionale di Stresa: III Premio
- XXI: Concorso Internazionale di Vittorio Veneto: III Premio
- 1995: Primo Premio Assoluto al Concorso Nazionale di Canto Sacro di Vallecorsa (FR) e Premio Speciale della Giuria per la migliore interpretazione di musica rinascimentale
- 2000: Primo Premio Assoluto al II Concorso Regionale per Cori Liturgici dell'Emilia-Romagna
- 2004: Concerti a Londra nella Cattedrale di St. Paul e nella Cattedrale di St. Albans
- 2010: Primo Premio Assoluto al 3° Concordo Nazionale Polifonico di Stresa

## Il repertorio
Il repertorio spazia dal canto gregoriano a capolavori della polifonia rinascimentale: per arrivare - passando per il barocco ed il romanticismo - alla coralità contemporanea.